# Валиев, Адош Кокозович
Адош Коккозович Валиев (род. 1932, село Базархана, Азпадзийский район, Грузинская ССР, СССР) — лауреат Государственной премии СССР (1987 г.).

## Биография
Турок-Месхетинец. Был депортирован вместе со своим народом в 1944 в Среднюю Азию и прибыл в село Капланбек Сарыагашского района в 1944 году. Трудовую деятельность начал в 1951 г. рабочим в совхозе Капланбек. В 1960—1980 годах — бригадир виноградарей. За достижение высоких показателей в растениеводстве за эти годы, а именно за сбор винограда получил золотую медаль Выставки достижений народного хозяйства СССР.
В 1971 г. награжден орденом Октябрьской революции, в 1973 г. награжден орденом Трудового Красного Знамени.